# Charles de Pitteurs-Hiegaerts
Charles Joseph Henri Théodore de Pitteurs-Hiegaerts  (*  11. Januar 1831 in Sint-Truiden; † 20. April 1896 in Sankt Petersburg) war ein belgischer Diplomat.

## Leben
Charles de Pitteurs-Hiegaerts war der Sohn von Henriëtte van Houthem und Charles Lambert Balthazar de Pitteurs Hiegaerts. Von 1866 bis 1867 war er Gesandter in Wien, als dort Österreich-Ungarn gegründet wurde. Von 1877 bis 1882 war er Gesandter in Lissabon. Von 1882 bis 1884 war er Gesandter bei den Regierungen von Schweden, Norwegen und Dänemark.
Nachdem bei den Wahlen am 10. Juni 1884 wieder die Katholische Partei die Regierung mit Jules Malou stellte, wurde er an den Heiligen Stuhl entsandt, wo die belgische Regierung seit 1880 nicht vertreten gewesen war. Von 1888 bis 1896 war er Gesandter der belgischen Regierung bei den Zaren Alexander III. und Nikolaus II.